# (3964) Danilevskij
(3964) Danilevskij (1974 RG1) – planetoida z grupy pasa głównego asteroid okrążająca Słońce w ciągu 4,58 lat w średniej odległości 2,76 j.a. Odkryta 12 września 1974 roku.